# 范骁骏
范骁骏（1956年10月—），山东垦利人，中国人民解放军空军上将，中国共产党第十九届中央委员，第十三届全国人民代表大会代表。

## 简历
长期在空军政工系统服役，2005年，任北京军区空军政治部副主任。2008年，任广州军区空军政治部主任。2009年，任空降兵第15军政委。2014年7月，任济南军区副政委兼济南军区空军政委。2015年7月，任中国人民解放军空军政治部主任。2016年军改后任空军政治工作部主任。2017年1月，任中国人民解放军北部战区政治委员。2018年2月24日，当选为第十三届全国人大代表。
2006年授中国人民解放军空军少将军衔，2015年7月授中国人民解放军空军中将军衔。2019年7月授中国人民解放军空军上将军衔。